# Fryderyk Gabowicz
Fryderyk Gabowicz (* 27. Februar 1947; † 5. Juni 2007 in München) war ein deutscher Fotograf.

## Leben
Gabowicz war der Sohn einer Deutschen und eines Russen und wuchs in der Nähe von Tel Aviv auf, bis er 1963 in die Bundesrepublik Deutschland kam. Nach einem Maschinenbaustudium arbeitete er zunächst als Konstrukteur von Flugzeugtriebwerkteilen, entschied sich dann aber, eine Karriere als Fotograf zu verfolgen. Zunächst bekam er eine Anstellung bei der Zeitschrift Rocky, und Cliff Richard war der erste Musiker, den er porträtierte.
Ab 1979 arbeitete er für die Zeitschrift Bravo und wurde dort ein Jahr darauf Nachfolger des Fotografen Wolfgang Heilemann, der ihn entdeckt und gefördert hatte.
Gabowicz betrieb in München ein Fotostudio, in dem er fast alle Stars des Musikgeschäftes der 1980er und 1990er Jahre ablichtete, unter anderen Tina Turner, Madonna, Bon Jovi, The Cure, Azhar Kamal, Billy Idol und Aerosmith. Für die Bild fotografierte er den Boxkampf von Muhammad Ali in der Münchner Olympiahalle und die Rolling Stones heuerten ihn für Luftaufnahmen bei einem Open-Air-Konzert an.
Gabowicz war Autodidakt, hatte also nie eine Ausbildung als Fotograf absolviert, aber er spielte in den 1960er Jahren selbst als Bassist in einer Rockband und kannte den Alltag im Showgeschäft. Dadurch fiel es ihm nicht schwer, das nötige Vertrauen der Prominenten zu gewinnen und eine gewisse Nähe aufzubauen, die man für Fotoarbeiten braucht. Zu vielen Künstlern hatte er eine freundschaftliche Beziehung, die weit über ein Arbeitsverhältnis hinausging. Dazu gehörte Robbie Williams, mit dem er seit 1990 häufig zusammenarbeitete. Die Toten Hosen begleitete er über zwanzig Jahre ihrer Laufbahn. Dabei entstanden Fotos, die in einem Bildband mit biografischem Charakter gesammelt wurden, der 2006 im Schwarzkopf & Schwarzkopf Verlag erschien.
2005 erlitt Gabowicz zwei Schlaganfälle, von denen er sich nie richtig erholte. Am 5. Juni 2007 starb er in München.

## Publikationen
- With love ... Backstreet Boys. 1996, ISBN 3-931962-24-5.
- Backstreet Boys: official picture book. 1996, ISBN 3-931962-10-5.
- mit anderen: NSYNC. 1997, ISBN 3-931962-36-9.
- mit anderen: Die Toten Hosen: Fotografien 1986–2006. 2006, ISBN 978-3-89602-732-0.
- mit anderen: Oasis Talking. 2006, ISBN 978-3-89602-699-6.
- mit anderen: Robbie Williams: Live – Backstage – Studio; Photos 1993–1999. 2006, ISBN 978-3-89602-686-6.